# Boteiro
O boteiro é a figura mais emblemática do Entrudio (denominação tradicional do carnaval) da comarca de Viana do Bolo. De acordo com a sua área de procedência, os fatos e dinámicas dos boteiros apresentam diferenças notáveis.

## Boteiro de Viana do Bolo

### História
Ainda que as suas origens provavelmente se situem há muitos séculos, a configuração atual desta personagem encontra-se na década de 80 do século XX, quando em Viana do Bolo, a capital do concelho, se produziu uma confluência das distintas tradições de Entrudio que existiam nas aldeias vizinhas: as comparsas e os fulións.

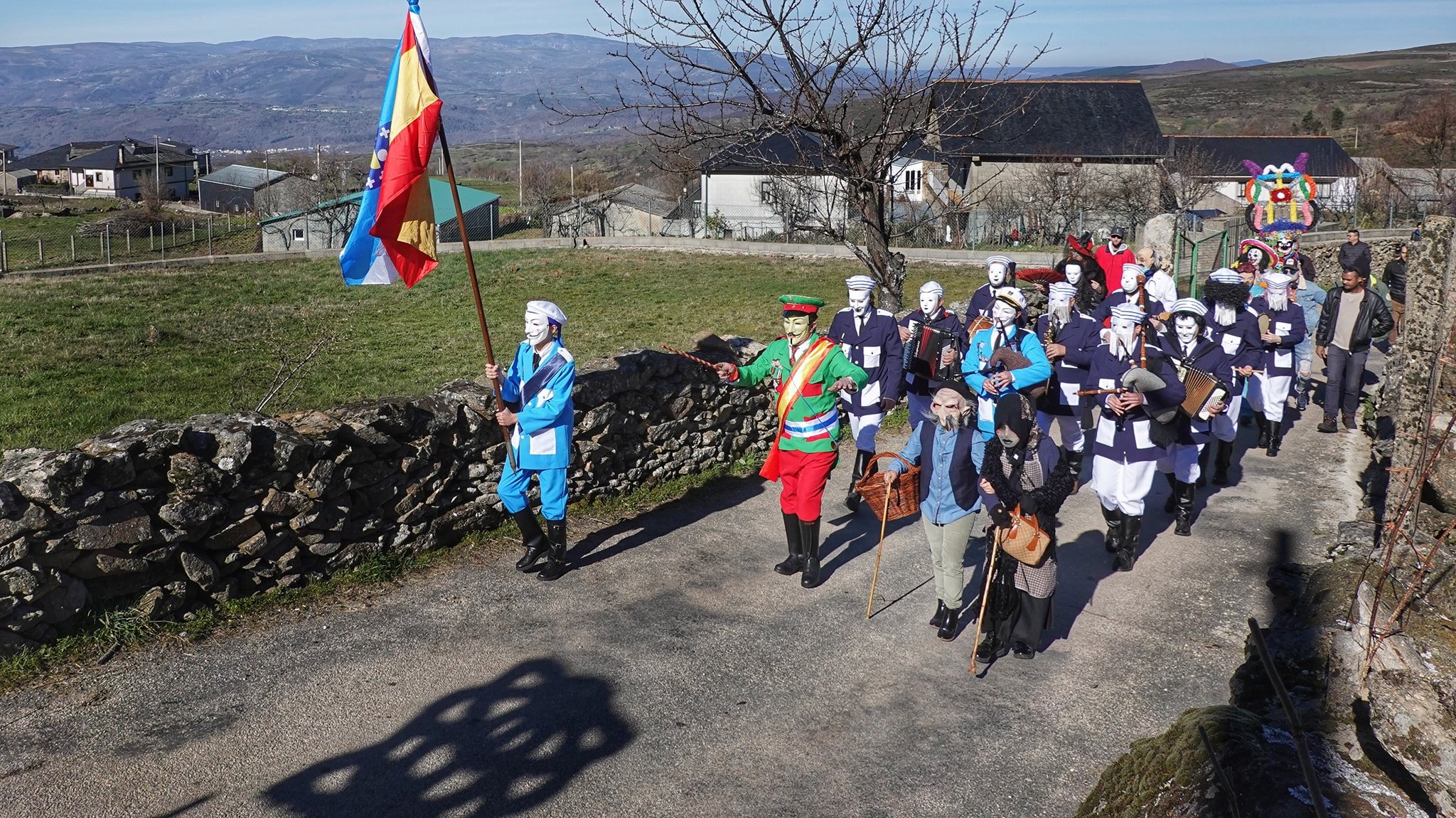
Comparsa

Uma comparsa está formada por um grupo apenas de jovens de uma aldeia que se movem durante o Entrudio a outros lugares vizinhos para representarem umas peças teatrais humorísticas chamadas disputas. Estas comitivas têm uma série de personagens fixas: o director, a señorita ou madama (senhorita), o paiaso (palhaço), os músicos e os de esquilas ou vellos de esquilas (velhos de chocalhos).

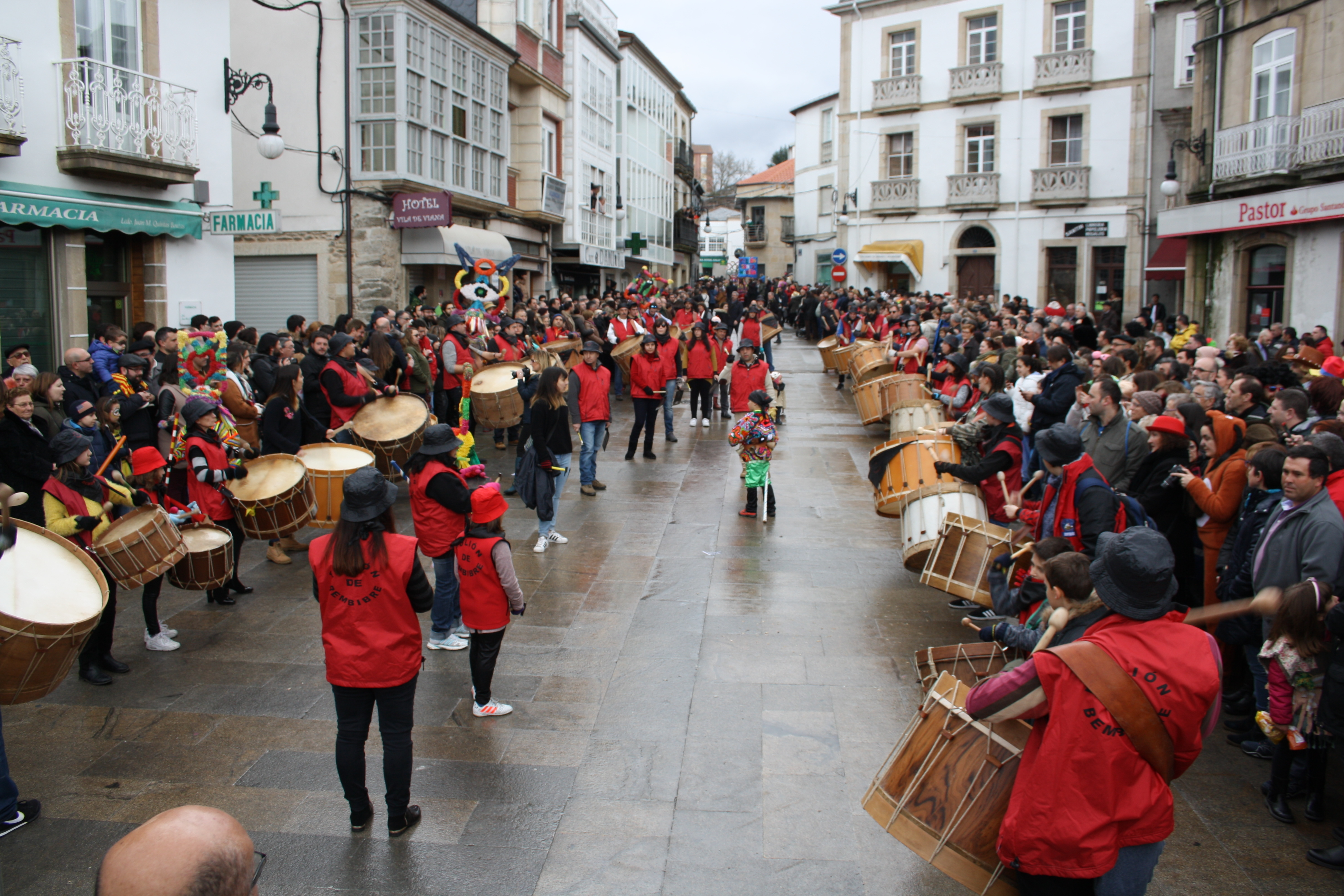
Fulión

Um fulión é uma comitiva que percorre as ruas das aldeias fazendo soar um ritmo monótono com ferramentas agrícolas e instrumentos de percusão. Normalmente, uma aldeia ou um grupo de aldeias partilha um toque que o diferencia das outras. Os fulións costumavam sair à noite, uma vez realizadas as tarefas do campo, e as datas variam segundo a aldeia. Em alguns destes fulións existia a figura do boteiro, ainda que a sua indumentária fosse diferente da atual.
Para entendermos o traje actual do boteiro é preciso ter em conta que, desde os anos 80, as comparsas começaram a decair devido à falta de mocidade/pessoas até desaparecer nos anos 90. Foi nessa altura quando os fatos dos vellos de esquilas das comparsas passaram a aplicar-se com o fulión e os boteiros, substituindo o traje próprio na maioria das aldeias. Por isso, o boteiro de hoje é uma imitação sofisticada das vestes dos vellos de esquilas misturada com as funções dos antigos boteiros das aldeias.

### Funções
A função do boteiro está (e sempre esteve) intimamente ligada ao fulión, que é a comitiva à qual anuncia e abre passo. Para afastar o público, o boteiro pode empurrar, baixar a careta e investir contra o público ou arrastar a monca pela sua frente enquanto corre, indicando assim aos espectadores o espaço que deve de ficar livre. Também baila ou efectua saltos apoiando-se na monca com o fim de exibir a sua força e habilidade.

### Fato
- Máscara
A careta do boteiro é uma verdadeira jóia de artesanato, já que não existem duas iguais. Esta é composta por duas partes.

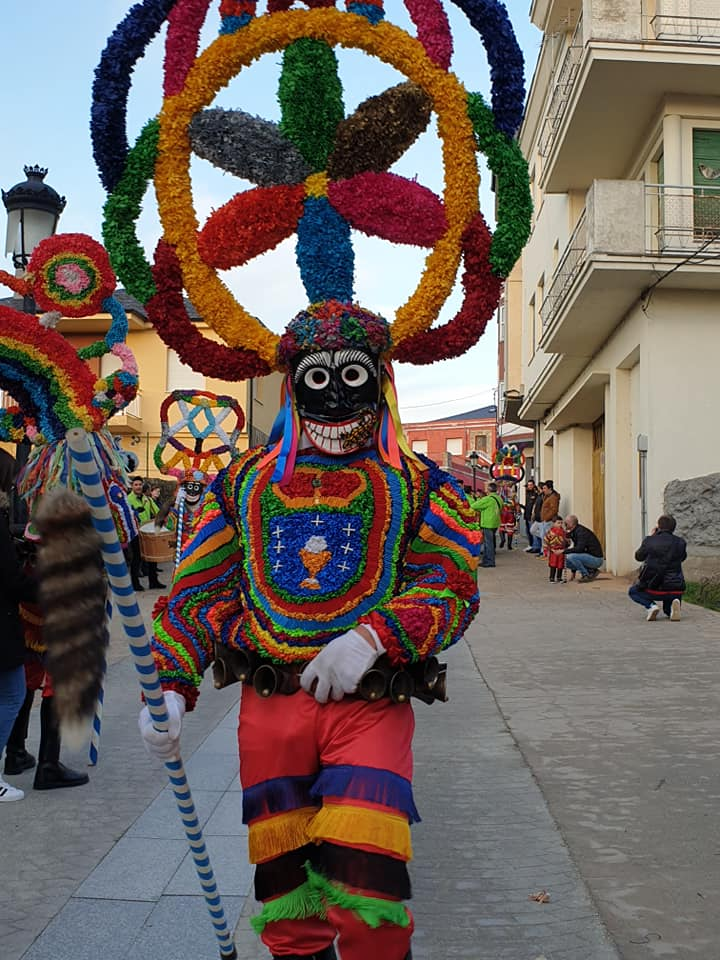
Boteiro de Viana do Bolo

A parte superior, que recebe o nome de pantalla, é feita de uma armação de ferro que se cobre com centenas de folhas de papel de seda previamente dobradas e recortadas que se colam na dita estrutura procurando uma disposição simétrica das cores.
Na parte inferior situa-se a máscara de madeira que vai fixada à estrutura metálica mediante uma espécie de casco. A expressão facial destas máscaras alterna entre a troça, com sorrisos sarcásticos de dentes bem marcados, e o propósito de intimidar e infundir medo, daí a presença de reptéis, entre os quais se impõe a serpente. Também podem ter caras de animal e é normal adicionar elementos como os chifres. A tradição mais estendida é que a cara se pinte de cor negra, embora existam aldeias cujas máscaras tradicionalmente deixam a cara da cor natural da madeira. Finalmente, nas laterais da máscara de madeira há duas correias de couro que prendem a careta ao pescoço do boteiro e que ficam ocultas debaixo de várias folhas de papel de seda da parte posterior (que fazem a função de cabelo).
- Camisola
A camisola de boteiro é, junto com a careta, o elemento no qual mais se manifesta a criatividade e o virtuosidade da técnica. Sobre uma camisola de pelúcia são cosidos mais de mil metros de fita de cetim de cores vivas. Antigamente, no centro do peito e das costas dispunham-se formas geométricas ou desenhos de formas simples; no entanto, agora fazem-se composições figurativas mais complexas.
- Camisa branca e gravata
O fato de boteiro é uma vestimenta de gala, pelo qual tem de levar camisa branca e gravata.
- Luvas
As luvas são um elemento essencial porque contribuem para preservar o anonimato total do portador da máscara.
- Monca
A monca é um pau resistente que habitualmente ultrapassa os 170 centímetros e cuja grossura está por volta dos 2 centímetros. Pinta-se com cores vistosas e no extremo superior leva um enfeite que pode ser um pompom, uma bola, fitas de cores ou a cauda de uma raposa. O boteiro usa a monca para afastar as pessoas, mas também como vara para impulsionarse na hora de saltar.
- Esquilas
As esquilas referem-se ao cinto que penduram os pequenos sinos típicos do gado bovino. Estas colocam-se de tal jeito que, ao se movimentarem, produzam um som harmónico, daí que se alterne uma esquila macho (som grave) com uma esquila fêmea (som agudo) ao longo de todo o cinto.
- Calças
As calças costumam ser de cor vermelha e contam com franjas, quer colocadas ao longo da costura lateral externa de cada perneira, quer em duas ou três faixas paralelas que rodeiam a perneira.
- Legues de cor negra
As legues são umas polainas de couro que cobrem a zona dos gémeos e protegem a parte inferior das calças do lodo e da água.
- Botas de cor negra